# Kris Kristofferson

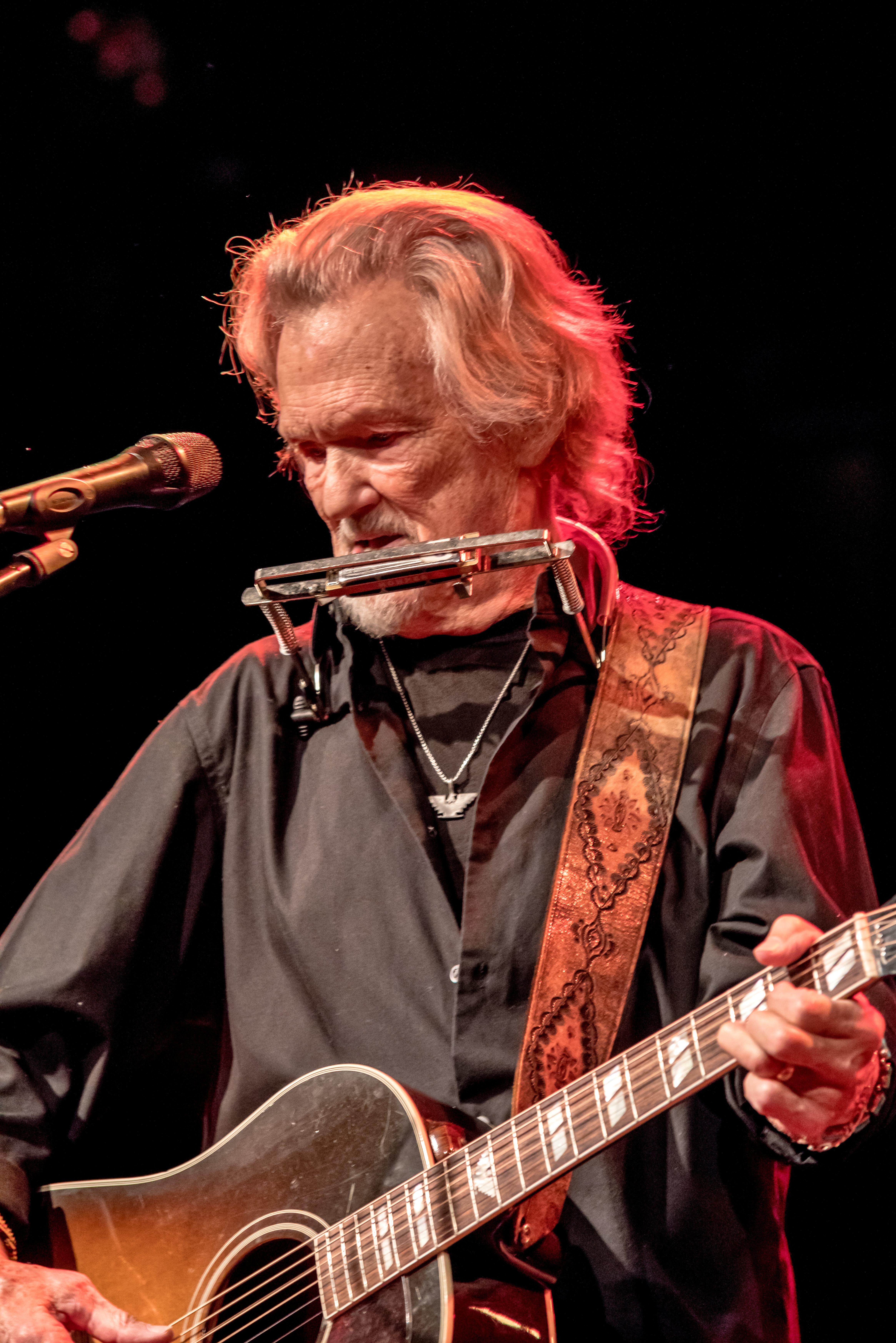
Kris Kristofferson, Zelt-Musik-Festival 2017 Freiburg, Duitsland

Kris Kristofferson (Brownsville (Texas), 22 juni 1936 – Maui (Hawaï), 28 september 2024) was een Amerikaans country-songwriter, zanger en acteur. Hij is voornamelijk bekend van liedjes als "Me and Bobby McGee", "Sunday Mornin' Comin' Down" en "Help Me Make It Through the Night", nummers die veelvuldig door andere artiesten zijn gecoverd, onder wie Janis Joplin, Johnny Cash, Jerry Lee Lewis, Elvis Presley en Willie Nelson. In 1977 werd hij opgenomen in de Nashville Songwriters Hall of Fame.

## Biografie
Kris Kristofferson werd geboren in Brownsville, Texas. Als kind is hij vaak verhuisd, totdat zijn ouders uiteindelijk bleven wonen in San Mateo, Californië. Na Pomona College kreeg hij, als aankomend schrijftalent, een Rhodesbeurs aan de Universiteit van Oxford in Engeland. Hier begon hij liedjes te zingen en te schrijven, waarna hij ontdekt werd door de manager Larry Parnes. Onder de naam Kris Carson nam hij platen op voor Top Rank Records. De platen waren echter niet succesvol.
In 1960 studeerde hij af in Engelse literatuur. Hij trouwde een oude schoolvriendin, Fran Beir, en ging bij de U.S. Army. Hier werd hij helikopterpiloot. Het leger plaatste hem in West-Duitsland. Hier vormde hij een band van soldaten. Een vriend van Kristofferson raadde hem aan enkele van zijn teksten te sturen naar Marijohn Wilkin, een succesvolle songwriter uit Nashville.
In 1965 verhuisde hij naar Nashville om daar een professioneel schrijver van countrymuziek te worden. Het gezin raakte echter in de problemen. Het zoontje van Kristofferson en Fran Beir werd geboren met een defecte slokdarm, met hoge medische rekeningen tot gevolg. Uiteindelijk scheidden Kristofferson en Beir van elkaar.
Zijn eerste succes scoorde Kristofferson met "Vietnam Blues", een nummer dat was opgenomen door Dave Dudley en in die uitvoering hoog stond in de Amerikaanse Country Top 20 van april 1966. Het jaar daarop tekende hij een contract bij Epic Records, waar hij een single voor opnam, "Golden Idol"/"Killing Time". Het nummer was echter geen succes. Tussen 1967 en 1969 scoorden verscheidene muzikanten grote countryhits met nummers die door Kristofferson waren geschreven, Roy Drusky ("Jody and the Kid"), Billy Walker & the Tennessee Walkers ("From the Bottle to the Bottom"), Ray Stevens ("Sunday Mornin' Comin' Down"), Faron Young ("Your Time's Comin'") en Jerry Lee Lewis ("Once More with Feeling").
Als songwriter was hij in die tijd verbonden aan Columbine Music van Fred Foster. Roger Miller besloot drie nummers van hem op te nemen: "Me and Bobby McGee", "Best of All Possible Worlds" en "Darby's Castle". "Me and Bobby McGee" werd in deze uitvoering een grote countryhit. Als artiest kreeg hij ook de nodige aandacht dankzij Johnny Cash, die hem introduceerde op het Newport Folk Festival.

### Jaren zeventig

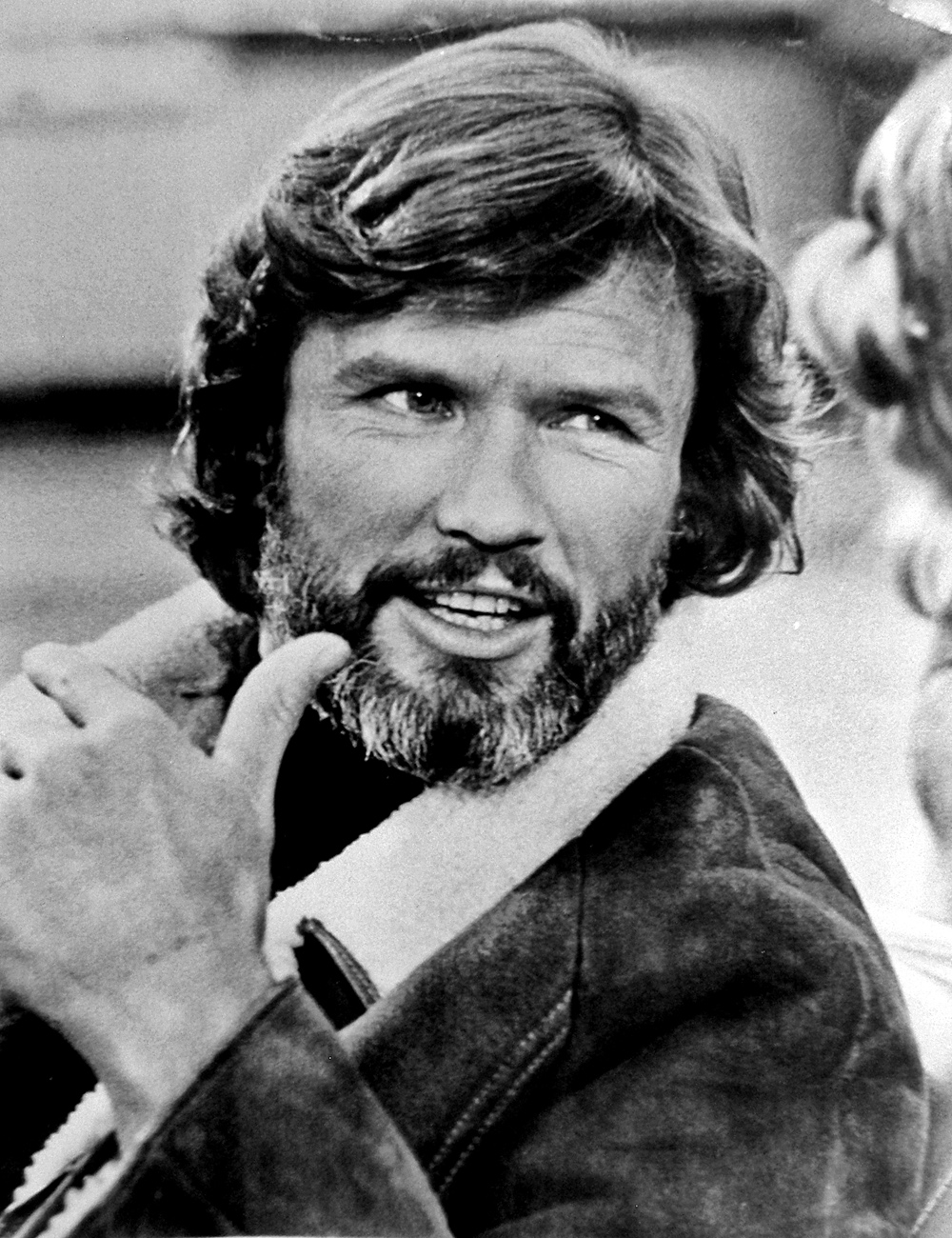
Kristofferson in 1978

Met Foster tekende hij een platencontract bij het onafhankelijke label Monument Records. In april 1970 bracht hij zijn debuutalbum Kristofferson uit, waarop behalve enkele oude liedjes als "Me and Bobby McGee" en "Sunday Mornin' Comin' Down" ook nieuwe nummers als "Help Me Make It Through the Night" staan. Het album verkocht echter vrij slecht.
Andere artiesten scoorden in 1970 echter wel hits met zijn composities. Johnny Cash scoorde een grote hit met "Sunday Morning Coming Down" (met 'g's), Ray Price met "For the Good Times" en Sammi Smith met "Help Me Make It Through the Night". Opvallend genoeg werd "Sunday Morning Coming Down" door Cash uitgeroepen als beste song van het jaar door de Country Music Association, terwijl "For the Good Times" door Ray Price uitgeroepen werd tot beste song van het jaar door de rivaliserende Academy of Country Music.
Voor het eerst kreeg Kristofferson erkenning buiten de countrymuziek toen Janis Joplin in 1971 postuum een nummer-één-hit scoorde met "Me and Bobby McGee". Dat jaar kwam ook Kristoffersons tweede album uit, The Silver Tongued Devil and I. Dit album werd wel een groot succes en Kristofferson kreeg uiteindelijk ook erkenning als muzikant.
In 1971 werd Kris Kristofferson door Dennis Hopper gevraagd om de soundtrack te schrijven van zijn film The Last Movie. In deze film maakte hij zijn acteerdebuut in een kleine filmrol. Ook trad hij op op het Isle of Wight Festival. In 1972 had hij een grotere filmrol in Cisco Pike, tegenover Gene Hackman.
Zijn derde album Border Lord, dat enkel nieuw materiaal bevat, was geen groot commercieel succes. Kristofferson was zelf echter wel succesvol op de uitreiking van de Grammy Awards dat jaar. Verscheidene van zijn liedjes waren genomineerd voor Beste Song en Beste Country Song van het Jaar 1971. "Help Me Make It Through the Night" werd uiteindelijk de Beste Country Song van het Jaar. Dat nummer werd datzelfde jaar nog gecoverd door Gladys Knight & the Pips.
In november 1972 bracht Kristofferson zijn vierde album uit, Jesus Was a Capricorn. De verkoop van het album kwam wat langzaam op gang, maar toen de derde single, "Why Me", een grote hit werd, stegen de verkoopcijfers flink.
Vanaf 1973 ging hij zich meer op het acteren richten. Hij speelde onder andere in Blume in Love van Paul Mazursky, maar viel vooral op als Billy the Kid in Pat Garrett and Billy the Kid van Sam Peckinpah.
Op 19 augustus 1973 trouwde hij met zangeres Rita Coolidge en samen brachten ze een album uit, Full Moon. Van het album kwamen meerdere hits en het leverde enkele Grammy-nominaties op. De single "From the Bottle to the Bottom" won de Grammy Award voor Beste Country Vocal Performance door een Duo of Groep. Zijn vijfde soloalbum, Spooky Lady's Sideshow was echter een grote flop en ook alle daaropvolgende albums werden geen grote verkoopsuccessen.
Zijn filmcarrière verging hem beter, met onder andere rollen in Bring me the Head of Alfredo Garcia van Sam Peckinpah en Alice Doesn't Live Here Anymore van Martin Scorsese. Met Coolidge bracht hij een tweede album uit, Breakaway. Hierop stond het met een Grammy bekroonde "Lover Please".
In 1976 speelde hij in de grote filmhit A Star Is Born tegenover Barbra Streisand. De film was een van de grootste successen van het jaar, en Kristofferson hield er een Golden Globe voor Beste Acteur aan over. Zijn platenmaatschappij profiteerde van het succes door een best of-elpee uit te brengen in 1977, getiteld Songs of Kristofferson.
In 1978 speelde hij Martin Penwald, alias 'Rubber Duck' in de legendarische road movie Convoy, geregisseerd door Sam Peckinpah. Tegenspelers zijn o.a. Ali MacGraw, Burt Young en Ernest Borgnine. Het script is gebaseerd op een song van C.W. McCall. Het verhaal beschrijft het ontstaan van een konvooi vrachtwagens als reactie op de willekeur van de plaatselijke politie. De truckers blijven door 'bakkies' met elkaar in verbinding. Na deze film werd de 27 MC-zender, het 'bakkie', in Nederland populair.

### Jaren tachtig en verder
Aan het eind van de jaren zeventig, begin van de jaren tachtig ging het slechter met Kristofferson. In december 1979 scheidde hij van Rita Coolidge, zijn albums wisten de albumlijsten niet te halen en de film Freedom Road werd niet op de Amerikaanse markt uitgebracht. Heaven's Gate, een dure en lange film die hij in 1980 maakte met Michael Cimino (The Deer Hunter), kreeg zeer slechte kritieken en werd een van de beruchtste flops aller tijden.
Willie Nelson had echter een groot succes met Willie Nelson Sings Kris Kristofferson uit 1979. Samen met Willie Nelson, Dolly Parton en Brenda Lee nam hij in 1982 het album The Winning Hand op. Hij trad in 1983 voor de derde keer in het huwelijk, ditmaal met Lisa Meyers, met wie hij vijf kinderen kreeg.
In 1984 speelde hij weer in films, waarvan Songwriter het meest succesvol was. Deze film, met naast Kristofferson ook Willie Nelson, was een redelijk succes. Voor de film kregen Nelson en Kristofferson een Oscarnominatie voor de beste originele filmscore. Het album Music from Songwriter, met daarop zowel duetten als solo-liedjes van Nelson en Kristofferson, verkocht prima.
Nelson en Kristofferson werkten weer samen in 1985 in de supergroep The Highwaymen, een kwartet dat ook bestond uit Johnny Cash en Waylon Jennings. Het eerste album van The Highwaymen, Highwayman, verkocht zeer goed in Amerika.
In 1987 bracht hij het politiek geëngageerde Repossessed uit, met daarop het controversiële nummer "They Killed Him". Hierin brengt hij een ode aan zijn grote helden, Jezus, Martin Luther King en Mahatma Gandhi. Het nummer werd later gecoverd door Bob Dylan. Rond dezelfde tijd was hij te zien in de eveneens controversiële miniserie Amerika.
Highwayman 2 uit 1990 en andere albums van The Highwaymen verkochten goed, maar zijn soloalbums werden nauwelijks gekocht. Zijn acteercarrière kwam echter in 1996 in een stroomversnelling toen John Sayles hem vroeg voor de rol als corrupte Texaanse sheriff in de film Lone Star. Kris Kristofferson bewees met de rol een veelzijdig acteur te zijn, en hij werd gevraagd voor verscheidene films, waaronder Blade, Payback en Tim Burtons remake van Planet of the Apes.
In 2003 werd Kristofferson opgenomen in de Texas Country Music Hall of Fame, in 2004 in de Country Music Hall of Fame en in 2010 kreeg hij een ster in de Music City Walk of Fame, de laatste twee beide in Nashville Tennessee.
Kristofferson overleed in september 2024 op 88-jarige leeftijd.

## Discografie

### Solo
- Kristofferson (1970)
- The Silver Tongued Devil and I (1971)
- Me and Bobby McGee (re-release van Kristofferson, 1971)
- Border Lord (1972)
- Jesus was a Capricorn (1972)
- Spooky Lady's Sideshow (1974)
- Who's to Bless and Who's to Blame (1975)
- Surreal Thing (1976)
- Easter Island (1978)
- Shake Hands With the Devil (1979)
- To the Bone (1981)
- Repossessed (1986)
- Third World Warrior (1990)
- A Moment of Forever (1995)
- The Austin Sessions (1999)
- This Old Road (2006)
- Closer To The Bone (2009)
- Feeling Mortal (2013)

### Compilatie
- Songs of Kristofferson (1977)
- Singer/Songwriter (1991)
- The Very Best of Kris Kristofferson (1994)
- The Legendary Years (1995)
- Super Hits (1999)
- All Time Greatest Hits (2001)
- The Essential Kris Kristofferson (2004)

### Live
- Live at the Philharmonic (1992)
- Broken Freedom Song: Live from San Francisco (2003)
- Live from Austin, Tx (2006)

### MetRita Coolidge
- Full Moon (1973)
- Breakaway (1974)
- Natural Act (1979)

### MetThe Highwaymen
- Highwayman (1985)
- Highwayman 2 (1990)
- The Road Goes on Forever (1995)

### MetWillie Nelson
- The Winning Hand (met Willie Nelson, Dolly Parton en Brenda Lee, 1982)
- Music from Songwriter (1984)

### MetBarbra Streisand
- A Star is Born (1976)

## Filmografie
- The Last Movie (1971)
- Cisco Pike (1972)
- The Gospel Road: A Story of Jesus (1973)
- Pat Garrett and Billy the Kid (1973)–(genomineerd–BAFTA Award voor Beste Nieuwkomer)
- Blume in Love (1973)
- Bring Me the Head of Alfredo Garcia (1974)
- Alice Doesn't Live Here Anymore (1974)
- The Sailor Who Fell from Grace with the Sea (1976)
- Vigilante Force (1976)
- A Star Is Born (1976)–(Golden Globe Award voor Beste Acteur)
- Semi-Tough (1977)
- Convoy (1978)
- Heaven's Gate (1980)
- Rollover (1981)
- Songwriter (1984)–(nominatie–Academy Award voor Original Music Score)
- Flashpoint (1984)
- Trouble in Mind (1985)
- The Last Days of Frank and Jesse James (1986)
- Stagecoach (1986)
- Blood & Orchids (1986) (tv-film)
- America (1987) (tv zevendelige mini-serie)
- What I've Learned About US Foreign Policy: The war against the Third World. Secrets of the C.I.A., Documentary (1987)
- Big Top Pee-wee (1988)
- The Tracker (1988) (tv-film)
- Millennium (1989)
- Welcome Home (1989)
- Sandino (1990)
- Night of the Cyclone (1990)
- Another Pair of Aces: Three of a Kind (1991)
- Original Intent (1992)
- Miracle in the Wilderness (1992) (tv-film)
- Paper Hearts (1993)
- No Place to Hide (1993)
- Knights (1993)
- Sodbusters (1994)
- Pharaoh's Army (1995)
- Lone Star (1996)
- Blue Rodeo (1996) (tv-film)
- Message to Love: The Isle of Wight Festival (1997) (documentaire)
- Fire Down Below (1997)
- Dead Man's Gun (Verteller) (41 afleveringen, 1997–1999)
- Girls' Night (1998)
- Blade (1998)
- Dance with Me (1998)
- Two for Texas (tv) (1998)
- A Soldier's Daughter Never Cries (1998)
- The Land Before Time VI: The Secret of Saurus Rock (1998) (stem)
- Payback (1999)
- Molokai: The Story of Father Damien (1999)
- Limbo (1999)
- The Joyriders (1999)
- Outlaw Justice (aka The Long Kill) (1999)
- Perfect Murder, Perfect Town (2000)
- Comanche (2000)
- The Ballad of Ramblin' Jack (2000) (documentaire)
- Immaculate Funk (2000) (documentaire)
- Planet of the Apes (2001)
- Chelsea Walls (2001)
- Wooly Boys (2001)
- John Ford Goes to War (2002) (documentaire) (verteller)
- D-Tox (aka Eye See You) (2002)
- Blade II (2002)
- Easy Riders, Raging Bulls: How the Sex, Drugs and Rock 'N' Roll Generation Saved Hollywood (2003) (documentaire)
- Where the Red Fern Grows (2003)
- Silver City (2004)
- Lives of the Saints (2004) (tv)
- Final Cut: The Making and Unmaking of 'Heaven's Gate' (2004) (documentaire)
- Be Here to Love Me: A Film About Townes Van Zandt (2004) (documentaire)
- Blade: Trinity (2004)
- Brats: Our Journey Home (2005) (documentaire)
- Trudell (2005) (documentaire)
- The Jacket (2005)
- The Life and Hard Times of Guy Terrifico (2005)
- The Wendell Baker Story (2005)
- Passion & Poetry: The Ballad of Sam Peckinpah (2005) (documentaire)
- Dreamer: Inspired by a True Story (2005)
- GUN (2005) (video game) Stem van Ned
- Disappearances (2006)
- Fast Food Nation (2006)
- I'm Not There (2007) (verteller)
- The Best of The Johnny Cash Show (2007)
- Snow Buddies (2008) (stem)
- Lords of the Street (2008)
- Powder Blue (2009)
- He's Just Not That Into You (2009)
- For Sale by Owner (2009)
- The Last Rites of Ransom Pride (2009)
- Yohan: The Child Wanderer (2009)
- Handy Manny's Motorcycle Adventure (2009) (stem)
- Bloodworth (2010)
- Fallout: New Vegas (2010) (video game) Stem van Chief Hanlon
- Dolphin Tale (2011)
- Blackbird (2012)
- Angels Sing (2013)
- Midnight Stallion (2013)
- Dolphin Tale 2 (2014)
- 7 Minutes (2015)
- Down Dog (2015)
- Lawless Range (2016)
- Traded (2016)
- The Red Maple Leaf (2016)
- Best Friend from Heaven (2017)
- Hickok (2017)
- The Star (2017) (stem)
- Blaze (2018)